# Colours (Baccara)
Colours è il terzo album in studio del duo pop spagnolo Baccara, pubblicato nel 1979.

## Tracce
Side A
1. Ay, Ay Sailor - 3:52
2. For You - 3:45
3. One, Two, Three, That's Life - 3:41
4. I'll Learn to Fly Tonight - 3:29
5. Boomerang - 3:02

Side B
1. Body-Talk - 4:40
2. Roses In The Snow - 3:55
3. By 1999 (By nineteen-ninety-nine) - 3:38
4. Groovy Kinda Lovin' - 3:02
5. Sing Our Love a Lullaby - 3:25

## Formazione
- Mayte Mateos - voce
- María Mendiola - voce